# Piblokto
Pour Le groupe de rock des années 70 Piblokto!, voir Pete Brown.
Le piblokto, également connu sous le nom de pibloktoq ou hystérie de l'arctique, est un état apparaissant le plus souvent dans les sociétés inughuit (inuits du nord-ouest du Groenland ) vivant dans le cercle polaire arctique. Le piblokto est une réaction hystérique spécifique à la culture inuit et plus particulièrement se manifestant chez les femmes, qui peuvent accomplir des actes irrationnels ou dangereux, suivis d'amnésie. Piblokto peut être lié au refoulement de la personnalité des femmes inuites Cet état apparaît le plus souvent en hiver. Il est considéré comme une forme de syndrome lié à la culture, bien que des études plus récentes (voir la section Scepticisme) se demandent s'il existe vraiment. Piblokto fait également partie du glossaire des syndromes liés à la culture répertorié dans le Manuel diagnostique et statistique des troubles mentaux (DSM-IV).

## Histoire
Le piblokto a été documenté pour la première fois en 1892 et les rapports des explorateurs européens décrivent le phénomène comme commun à toutes les régions arctiques. Les explorateurs ont été les premiers à enregistrer piblokto par écrit. Parmi eux, l'amiral Robert Peary a fourni une description détaillée de ce trouble mental lors d'une expédition au Groenland. Peary et ses hommes trouvèrent  amusants les actes dont ils furent les témoins parmi les femmes inuits et, ayant envoyé en mission les homologues mâles de ces femmes, abusèrent (sexuellement) de celles-ci.
Le piblokto n'est pas uniquement lié aux peuples indigènes. En effet des rapports de marins échoués au cours des années 1800 présentant les mêmes symptômes ont été trouvés. Le trouble aurait existé avant le contact occidental et est encore présent de nos jours. Néanmoins comme discuté ci-dessous, de nombreux chercheurs soutiennent maintenant que les troubles liés à la culture peuvent souvent être un artefact des rencontres coloniales, et les discussions contemporaines sur le piblokto en anthropologie médicale et en psychiatrie interculturelle le considèrent comme un exemple de la nature suspecte des syndromes liés à la culture.

## Origine
Le piblokto apparaît le plus souvent dans la culture inughuit (régions polaires du nord du Groenland). Dans les années 1800, des symptômes similaires ont été signalés chez des marins européens isolés dans les régions arctiques. Chez les Inughuit, les crises ne sont pas considérées comme exceptionnelles. Aucune théorie "indigène" de cette maladie n'est actuellement rapportée. Cet état est le plus souvent observé chez les femmes inughuit. Piblokto se manifeste le plus souvent pendant les longues nuits arctiques.

## Les symptômes
Le piblokto est un épisode dissociatif abrupte comportant quatre phases: retrait social, excitation, convulsions et stupeur, et récupération. Dans son livre Handbook of Cultural Psychiatry, Wen-Shing Tseng donne l'exemple suivant adapté de Foulks :

« Mme. A est une femme de 30 ans qui a eu des épisodes périodiques « d'expériences étranges » au cours des trois dernières années (depuis la mort de sa mère). Il y a trois ans, en hiver, lors de son premier épisode, elle a été extrêmement agressive et a tenté de se faire du mal. La crise a duré environ quinze minutes et elle ne se souvenait de rien par la suite. Il y a deux ans, elle a eu sa seconde crise, qui a duré environ une demi-heure, et au cours de laquelle elle est sortie de chez elle dans la neige en arrachant ses vêtements. »

## Les causes
Bien qu'il n'y ait aucune cause connue à l'origine du piblokto, les scientifiques occidentaux ont attribué ce trouble au manque de soleil, au froid extrême et à l'état de désolation de la plupart des villages de la région. Une cause de ce trouble présent dans cette culture peut être l'isolement de leur groupe culturel.
Ce syndrome lié à la culture pourrait être également lié à la toxicité de la vitamine A ( hypervitaminose A ),. En effet, le régime alimentaire des Inughuit et plus généralement des eskimos fournit d'importantes sources de vitamines A par l'ingestion de foies, de reins, de graisses de poissons et de mammifères marins. Un taux trop élevé de vitamine A pourrait être la cause ou un facteur de causalité. Ce facteur de causalité est dû à la toxicité qui a été signalée chez les hommes, les femmes, les adultes, les enfants et les chiens. L'ingestion d'abats, en particulier le foie de certains mammifères arctiques, tels que l'ours polaire et le phoque barbu, chez qui la vitamine A est stockée à des niveaux toxiques pour l'homme, peut être mortelle pour la plupart des gens.
La tradition inughuit établit que ce trouble est causé par les mauvais esprits. Le chamanisme et l'animisme sont des thèmes dominants dans les croyances traditionnelles inughuit. L'angakkuq (le guérisseur) agissant comme médiateur avec les forces surnaturelles. Les Angakkuit (pluriel de angakkuq) utilisent des états de transe pour communiquer avec les esprits et effectuer des guérisons. Les Inughuit pensent que les individus entrant dans un état de transe devraient être traités avec respect, étant donné la possibilité qu'une nouvelle « révélation » puisse apparaître. Le traitement du piblokto consiste généralement à laisser l'épisode suivre son cours sans interférer. Bien que le piblokto puisse souvent être confondu avec d'autres états (y compris l'épilepsie), dans lesquels le fait de ne pas intervenir peut entraîner des problèmes pour la victime, la plupart des cas ont tendance à être bénins.

## Scepticisme
Bien que le piblokto ait sa place dans les archives historiques et les archives médicales officielles, un certain nombre de chercheurs et d'habitants de l'Arctique doutent de son existence. Selon eux, le phénomène pourrait être davantage enraciné dans l'expérience et le comportement des premiers explorateurs européens plutôt que chez les Inuits eux-mêmes
En 1988, l'historien de Parcs Canada Lyle Dick, a remis en cause l'existence même du piblokto. En effet, Lyle Dick a examiné les archives originales des explorateurs européens de l'Arctique et les rapports ethnographiques et linguistiques sur les sociétés inughuit et a découvert que la majorité des spéculations académiques sur Piblokto était basée sur des rapports de seulement huit cas, mais que le mot « piblokto » / « pibloktoq » n'existe pas dans l'inuktun (la langue inughuit) ; et Dick de conclure que cela peut avoir été le résultat d'erreurs de transcription phonétique. Dans un article de 1995 publié dans la revue Arctic Anthropology, et dans son livre de 2001 Muskox land: Ellesmere Island in the Age of Contact, Dick suggère que piblokto est un « phénomène fantôme », résultant davantage de la réaction des Inuit à la présence d'explorateurs européens sur leur territoire.

De même, Hughes et Simons ont décrit le piblokto comme « une rubrique fourre-tout sous laquelle les explorateurs ont regroupé diverses réactions d'anxiété inuit, des expressions de résistance au patriarcat ou à la coercition sexuelle et des pratiques chamaniques ». En d'autres termes plutôt que de comprendre le piblokto comme un phénomène culturel étrange, certains chercheurs  le comprennent maintenant comme l'expression d'un traumatisme de la violence coloniale, incluant le viol. Par exemple, la chercheuse en psychiatrie transculturelle Laurence Kirmayer écrit : 

« La plupart des textes psychiatriques détaillés mentionnent piblokto comme étant un syndrome spécifique à une culture caractérisé par un comportement soudain,fou et erratique. Récemment, l'historien Lyle Dick a rassemblé tous les récits publiés concernant le piblokto, au nombre de vingt-cinq seulement. Il semble que la description du cas  psychiatrique a transformé une situation d'exploitation sexuelle des femmes inuits par les explorateurs en un trouble digne d'une nouvelle étiquette de diagnostic. Avec le recul, nous pouvons voir comment l'indifférence à l'impact de l'exploration d'autres populations a altéré la représentation du phénomène quand des informations vitales sur le contexte social ont été omises. L'héritage de ces œillères colonialistes est toujours parmi nous  ... »